# Alb mare
Alb mare este un vechi soi românesc de struguri albi cultivat în trecut în unele plantații din Oltenia. Face parte din același sortogrup cu soiul Alb mic. Strugurii aveau boabele mari, de formă ovoidă, cu pielița groasă și miez cărnos. Se obținea o producție mare de struguri, iar vinurile rezultate erau de consum curent.